# Port lotniczy Kufra
Port Lotniczy Kufra – regionalny port lotniczy położony w Kufrze, w Libii.

## Historia
26 sierpnia 2008 r. porwany sudański Boeing 737 wylądował w porcie lotniczym w Kufrze. Samolot leciał z portu lotniczego w Dyala, w Darfurze do Chartumu, stolicy Sudanu.

## Linie lotnicze i połączenia
| Linia Lotnicza    | Kierunek                      |
| ----------------- | ----------------------------- |
| Afriqiyah Airways | 1. Bengazi 2. Trypolis-Mitiga |
| Libyan Airlines   | 1. Bengazi 2. Trypolis-Mitiga |